# Zonsystemet
Zonsystemet är ett system för kontroll av exponering vid fotografering som utarbetades av fotograferna Ansel Adams och Fred Archer. Zonsystemet har främst använts vid fotografering med film, och i synnerhet vid arbete med större filmformat (Adams själv arbetade ofta med storformat) och svartvitt material, men kan också tillämpas vid färg- och digitalfotografi. 
Namnet zonsystem kommer av att man delar in bildens tonomfång i ett antal steg eller zoner. Som Adams formulerar systemet används elva sådana zoner numrerade med romerska siffror från (något oegentligt) 0 till X. Zon 0 motsvarar maximal svärta, zon 1 den mörkaste nyans som går att särskilja från zon 0. På motsvarande vis motsvarar zon 10 papperets vita yta, och zon 9 den ljusaste nyans som går att skilja från zon 10. Zon 5 motsvarar en medelgrå nyans. 
| 0 | I | II | III | IV | V | VI | VII | VIII | IX | X |

På motsvarande sätt kan olika delar i motivet indelas i zoner efter den luminositet de har, där ett zonsteg motsvarar en fördubbling av luminositeten, och alltså fördubblad exponering av filmen.
Genom att tillämpa zonsystemet på alla delar av den fotografiska processen (val av exponering med hjälp av ljusmätning, framkallning av filmen, kopiering och framkallning av fotopapper) kan fotografen styra hur varje del av motivet återges på den färdiga kopian.

## Exempel på vald exponering
Porträtt av person med mörkt hår. Håret önskas återges som svärtan i Zon III. Mät området med exponeringsmätare. Den exponering som mätaren anger motsvarar Zon V. Alltså skall kameran bländas ner två steg från den exponering som mätaren angett. (Alternativt två steg minskad slutartid.)